# Jazzfestival van San Sebastian
Het Jazzfestival van San Sebastian, vanwege sponsoring ook wel Heineken Jazzaldia genoemd, is een jazzfestival in de Spaanse stad San Sebastian in de autonome gemeenschap Baskenland. Het festival is onophoudelijk georganiseerd sinds 1966 en is daarmee het oudste jazzfestival van Spanje, en een van de oudste van Europa. Het wordt elk jaar in de derde week van juli gehouden en duurt 5 dagen. 
Er worden rond de 100 concerten georganiseerd, waarvan een deel gratis, op een twaalftal podia verdeeld over de stad. De indoorlocatie met de grootste capaciteit is het Kursaal, en verder zijn er concerten in onder andere het Teatro Victoria Eugenia en op de Plaza de la Trinidad in de wijk Parte Zahara, de oude binnenstad, waar het festival ooit begonnen is. De gratis openluchtconcerten op Playa de Zurriola zijn bijzonder geliefd, met name onder het jongere publiek. 
Sinds 1994 wordt elk jaar de Premio Donostiako Jazzaldia uitgereikt aan een belangrijke artiest die tijdens het festival optreedt, als eerbetoon voor diens betekenis voor het genre en diens invloed op volgende generaties. In 2011 werd deze prijs toegekend aan de Belgische componist, gitarist en mondharmonicaspeler Toots Thielemans.